# Torres Novas
Pour les articles homonymes, voir Novas.
Torres Novas est une municipalité (en portugais : concelho ou município) du Portugal, située dans le district de Santarém, la sous-région du Médio Tejo et la région Centre.

## Géographie
Le territoire de Torres Novas s'étend sur 270 km2 bordé par le Parque Naturel des Serras de Aire et Candeeiros où se trouve la source du fleuve rio Almonda qui traverse le centre-ville de Torres Novas.
La municipalité de Torres Novas est limitrophe :
- au nord-est, de Ourém,
- à l'est, de Tomar, Vila Nova da Barquinha et Entroncamento,
- au sud-est, de Golegã,
- au sud, de Santarém,
- à l'ouest, de Alcanena.

## Subdivisions
La municipalité de Torres Novas est composée de 10 freguesias :
| - Assentiz - Brogueira, Parceiros de Igreja e Alcorochel - Chancelaria - Meia Via - Olaia e Paço | - Pedrógão - Riachos - Santa Maria, Salvador e Santiago - São Pedro, Lapas e Ribeira Branca - Zibreira |

## Démographie
| 1801   | 1849   | 1900   | 1930   | 1960   | 1981   | 1991   | 2001   | 2011   |
| ------ | ------ | ------ | ------ | ------ | ------ | ------ | ------ | ------ |
| 16 494 | 16 002 | 35 460 | 33 892 | 36 732 | 37 399 | 37 692 | 36 908 | 36 717 |

| 2013   | - | - | - | - | - | - | - | - |
| ------ | - | - | - | - | - | - | - | - |
| 36 338 | - | - | - | - | - | - | - | - |

## Histoire
Des vestiges gallo-romains, ancienne riche demeure dite Vila de Cardílio ont été mis au jour en 1962 près de Caveira, avec un trésor contenant des centaines de pièces des IIe, IIIe et IVe siècles ainsi que des céramiques, des bronzes, du verre assyrien et égyptien, des bagues, ou encore une statue d'Eros. Tous les vestiges sont visibles au musée municipal de la ville.
La municipalité de Torres Novas fut reprises aux Maures lors de la conquête puis de la création du pays par Alphonse Ier qui libéra la ville en 1148. Ce sera en 1190 que Sanche Ier accorda la première charte à Torres Novas, confirmée par plusieurs rois par la suite. Au-delà de ces chartes, la ville est régie également par des documents dits Foros de Torres Novas, régissant son statut
Torres Novas a beaucoup souffert des guerres d'expansion du XIIe siècle, aussi bien le château de Terras Novas que les habitants ont été décimés à chaque prise de la cité.
À l'époque médiévale, Torres Novas a été un lieu de rencontre et d'échange de la noblesse lors des  cortes, assemblées politiques convoquées par le Roi réunissant des représentants de la Noblesse, du Clergé et du Tiers-État ayant permis à la monarchie portugaise d'asseoir son autorité. Ces Assemblées ont également eu un rôle de médiation et de négociation lors de la signature de plusieurs accords. Torres Novas fut le siège de plusieurs Assemblées des États Généraux :
- En 1380, Ferdinand Ier alors déjà malade conclut à Torres Novas le contrat de mariage de celle qui sera son unique enfant Béatrice de Portugal au roi Jean Ier de Castille. Une haute affaire puisque l'union de Béatrice, comme seule héritière deviendra décisive pour le trône.
- En 1438, après la mort de Dom Duarte c'est Alphonse V qui doit monter sur la trône, mais le roi encore trop jeune sera aidé de la reine régente Eléonore d'Aragon. Cela provoque une polémique, les nobles jugeant d'autres fils légitimes plus à même de diriger le pays et craignant que les racines aragonaises de la Reine régente puissent être utiles à ses frères alors en guerre. C'est à Torres Novas que les modalités de la succession et de la régence ont été validés par la majorité des nobles.
- En 1535, la signature d'un contrat de mariage historique pour le Portugal. Avant sa mort, Manuel Ier laissa dans son testament les termes de la négociation du contrat de mariage de sa fille Isabelle avec Charles 1er, alors roi d'Espagne qui deviendra plus tard Charles Quint, empereur du Saint-Empire romain germanique.

## Personnalités
- Maria Lamas (1893-1983), écrivaine, journaliste, photographe, militante féministe et antifasciste

## Lieux d'intérêt
- Château de Torres Novas
- Grotte de la source d'Almonda
- Grottes de Lapas
- Vila de Cardílio

## Jumelages
- Ribeira Grande (Cap-Vert) (Cap-Vert)